# Eunidia mourgliae
Eunidia mourgliae là một loài bọ cánh cứng trong họ Cerambycidae.